# Backhousia
Backhousia ist eine Pflanzengattung innerhalb der Familie der Myrtengewächse (Myrtaceae). Die etwa zwölf Arten kommen ursprünglich nur in den australischen Bundesstaaten Queensland, New South Wales und Western Australia vor.

## Beschreibung

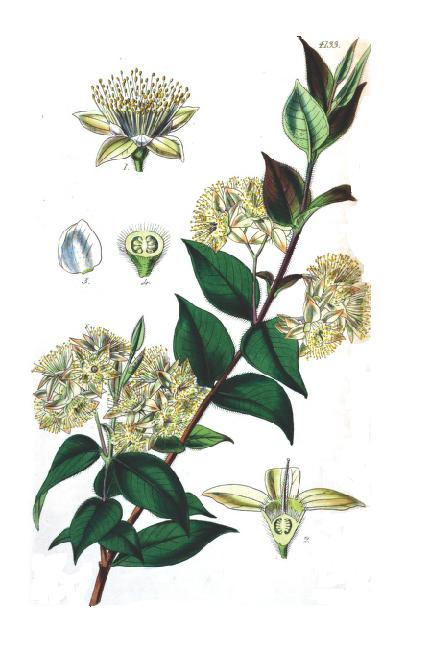
Illustration von Backhousia myrtifolia

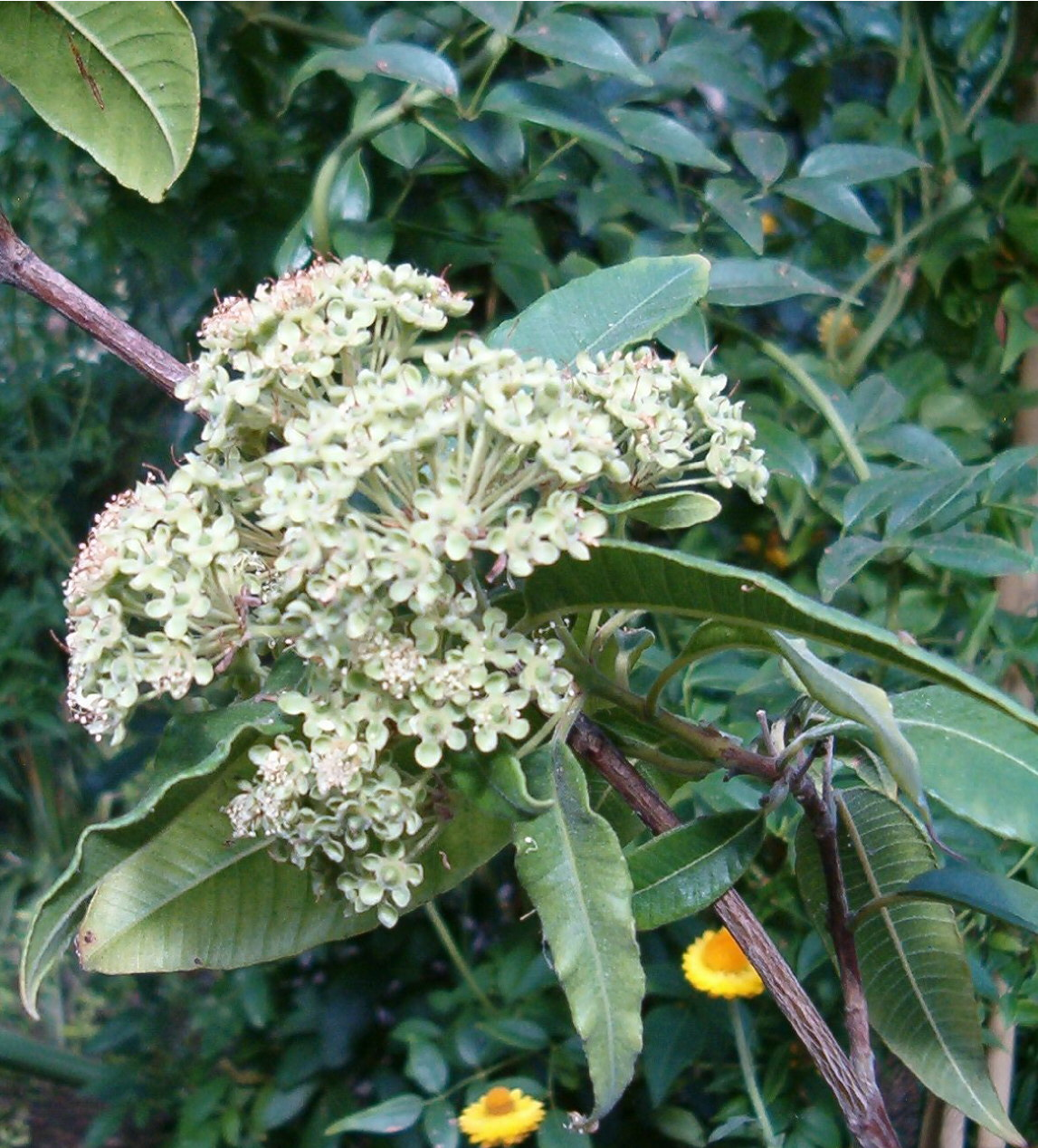
Zweig mit Laubblättern und Blütenständen von Backhousia citriodora

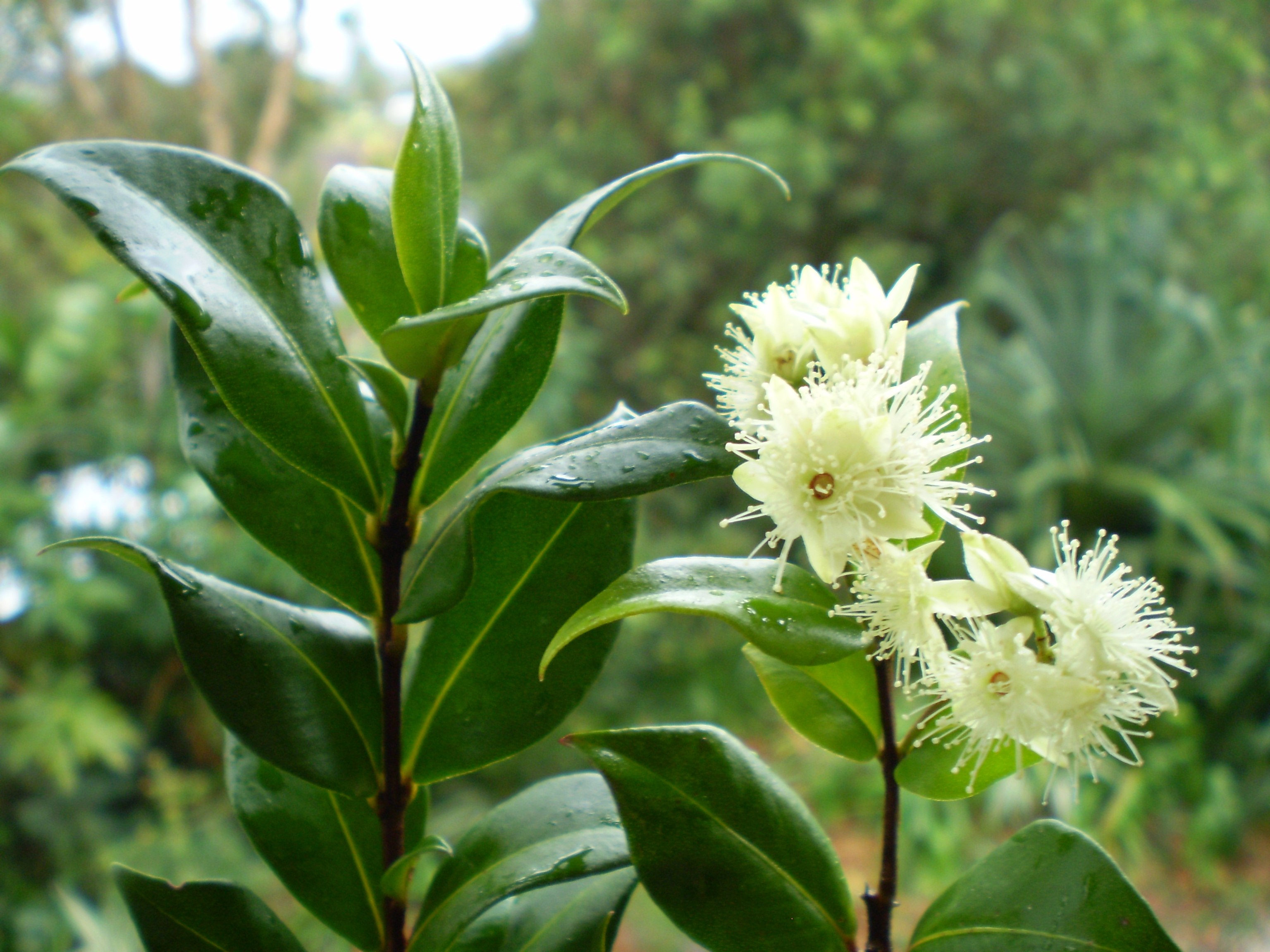
Zweig mit gegenständigen Laubblättern und Blütenstand von Backhousia myrtifolia

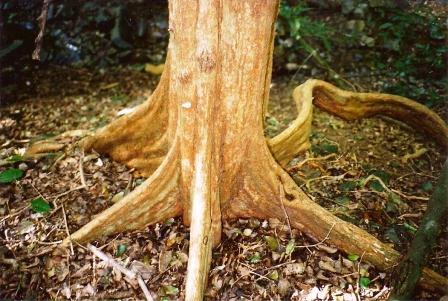
Stamm mit Brettwurzeln von Backhousia sciadophora

### Erscheinungsbild und Blätter
Backhousia-Arten wachsen als immergrüne Sträucher oder Bäume. Sie enthalten ätherische Öle.
Die gegenständig an den Zweigen angeordneten Laubblätter sind in Blattstiel und Blattspreite gegliedert. Auf den einfachen Blattspreiten sind die Blattadern deutlich erkennbar. Es sind keine Nebenblätter vorhanden.

### Blütenstände und Blüten
Die seiten- oder endständigen Blütenstände sind je nach Art unterschiedlich aufgebaut. Die zwittrigen Blüten sind radiärsymmetrisch und meist fünf-, selten vierzählig mit doppelter Blütenhülle. Die fünf oder selten vier freien, auffälligen, haltbaren Kelchblätter sind manchmal kronblattartig. Die fünf oder selten vier freien, haltbaren Kronblätter sind meist kleiner als die Kelchblätter. Die vielen fertilen, freien Staubblätter sind in mehreren Kreisen angeordnet. Zwei Fruchtblätter sind zu einem halbunterständigen, zweikammerigen Fruchtknoten verwachsen. In zentralwinkelständiger Plazentation sind wenige Samenanlagen U-förmig angeordnet. Der schlanke Griffel endet in einer einfachen Narbe.

### Früchte und Samen
Es werden meist dünnwandige Schließfrüchte, selten Spaltfrüchte gebildet, die meist nur einen oder zwei Samen enthalten. Kelch- und/oder Kronblätter sind auf den Früchten erkennbar. Die Samen sind abgeflacht eiförmig.

## Systematik, Verbreitung und Gefährdung
Die Backhousia sind die namensgebende Gattung der Tribus Backhousieae der Myrtoideae. Die Gattung wurde 1845 durch William Jackson Hooker und William Henry Harvey aufgestellt. Der Gattungsname ehrt James Backhouse (1794–1869), einen englischen Geistlichen und Botaniker, der Pflanzen in Australien sammelte. Als Lectotypus wurde 1956 Backhousia myrtifolia Hook. & Harv. festgelegt.
Die Gattung Backhousia kommt in Australien in den Bundesstaaten Queensland (zwölf Arten), New South Wales (vier Arten) und Western Australia (eine Art) vor. Keine Art gilt als bedroht. Es gibt 13 Backhousia-Arten:
- Backhousia angustifolia F.Muell.: Sie kommt in Queensland und New South Wales vor.[4]
- Backhousia bancroftii F.M.Bailey & F.Muell.: Sie kommt nur in Queensland vor.[4]
- Backhousia citriodora F.Muell.: Sie kommt nur in Queensland vor.[4]
- Backhousia enata A.J.Ford, Craven & J.Holmes: Sie kommt nur in Queensland vor.[4]
- Backhousia gundarara M.D.Barrett, Craven & R.L.Barrett: Sie wurde 2012 aus Western Australia erstbeschrieben. Sie wurde bisher nur in der Region Kimberley gefunden und ist vom Verbreitungsgebiet der anderen Arten isoliert.[4]
- Backhousia hughesii C.T.White: Sie kommt nur in Queensland vor.[4]
- Backhousia kingii Guymer: Sie kommt nur in Queensland vor.[4]
- Backhousia leptopetala (F.Muell.) M.G.Harr.: Sie kommt vom südöstlichen Queensland bis ins nordöstliche New South Wales vor.[7]
- Backhousia myrtifolia Hook. & Harv. (Syn.: Acmena kingii G.Don, Backhousia australis G.Benn., Eugenia riparia Hook. nom. inval., Backhousia riparia Hook.): Sie kommt in Queensland und New South Wales vor.[4]
- Backhousia oligantha A.R.Bean: Sie kommt nur in Queensland vor.[4]
- Backhousia sciadophora F.Muell.: Sie kommt in Queensland und New South Wales vor.[4]
- Backhousia subargentea (C.T.White) M.G.Harr. (Syn.: Syncarpia subargentea C.T.White, Syncarpia subargentea C.T.White var. subargentea, Choricarpia subargentea (C.T.White) L.A.S.Johnson, Syncarpia subargentea var. latifolia C.T.White): Sie kommt in Queensland und New South Wales vor.[4]
- Backhousia tetraptera Jackes: Sie wurde 2012 aus Queensland erstbeschrieben.[4]

## Nutzung
Die intensiv nach Zitronen duftende Backhousia citriodora wird als Zierpflanze in Parks und Gärten verwendet. Ihre Blätter werden ebenso als Gewürz genutzt wie die von Backhousia myrtifolia (Zimtaroma) und Backhousia angustifolia (Curry).

## Weiterführende Literatur
- J. J. Brophy, R. J. Goldsack, C. J. Fookes, P. I. Forster: Leaf oils of the genus Backhousia (Myrtaceae). In: Journal of Essential Oil Research. Volume 7, 1995, S. 237–254.